# 이중로 정사공신교서 및 초상 - 이중로 초상
이중로 정사공신교서 및 초상 - 이중로 초상(李重老靖社功臣敎書 및 肖像 - 李重老肖像)은 대한민국 경기도 용인시, 경기도박물관에 있는 조선시대의 초상화이다. 2004년 5월 7일 대한민국의 보물 제1174-2호로 지정되었다.

## 개요
<이중로초상>은 오사모에 단령을 입고 의자에 앉은 전신좌상이다. 흉배는 모란 및 해태문양이 수놓인 것을 착용하고 있으며, 학정금대(鶴頂金帶)를 두르고 있어 이 초상화가 무관 종2품 때의 도상임을 말해준다.
이 상의 특징을 들자면, 사모의 높이가 상당히 낮으며, 양쪽으로 뻗친 사모의 각(角, 뿔)은 넓적하고 둥글며 발색효과 없이 테두리를 굵게 둘렀다. 또한 7분면으로 인한 자세를 강조하기 위해 양 어깨의 형태 및 경사의 차이를 심하게 나타내었으니, 즉 왼편 어깨는 둥글고 두텁게 나타나는데 비하여 오른쪽 어깨선은 상당히 급한 경사를 보이고 있다. 또한 취세(取勢)에서 안면을 비롯하여 상반신은 완전히 7분면인데 반하여 하반신은 거의 8∼9분면으로서, 이 시기보다 앞선 선무(宣武), 호성(扈聖), 청난(淸難) 세 공신상들이 왼쪽 단령의 트임만 표시된 데 비하여 이 상은 오른쪽에도 단령의 트임이 살포시 나타나서 상하반신의 취세에 약간 뒤틀림이 보인다.
안면처리법은 안색의 주조색은 엷고 밝은 살빛인데, 이목구비 등 안면의 구성요소 및 외곽은 갈색 선으로 규정하고 다만 윗 눈꺼풀 부위만 검은 세선으로 처리되어 있다. 그리고 골상학에서 말하는 오악(五岳) 부위, 즉 안면골상에서 튀어 나온 부분에만 홍기(紅氣) 내지 적기(赤氣)를 약간씩 붓의 흔적이 보이지 않도록 살짝 칠하였다. 이것은 피부 밑 골(骨)의 구조에 의해 안면의 고심세(高深勢, 높고 낮은 형세)를 표현하고자 한 것으로 이해된다. 단령은 굵고 검은 선으로 전체의 윤곽을 규정하고, 옷주름은 대강 간략히 그려 넣었는데, 아직 주름진 부위의 음영삽입은 시도되어 있지 않다.
바닥에는 화려한 채전(彩顫, 채색 카페트)이 깔려 있는데 이 채전의 높이가 상당히 높아서 고식을 보여주며, 그림 전체에 장중한 느낌을 더해준다.
이중로 초상화는 17세기 초 조선조 공신상의 가장 전형적인 예를 보여주는 동시에 화법 또한 특히 공교하다.

## 같이 보기
- 이중로

## 참고 자료
- 이중로 정사공신교서 및 초상 - 이중로 초상 - 국가유산청 국가유산포털